# Игтисадчи
«Игтисадчи» (азерб. İqtisadçı) — азербайджанский женский волейбольный клуб из Баку. Основан в 2005 году.

## История
Женский волейбольный клуб «Игтисадчи» был основан в 2005 году Азербайджанским государственным экономическим университетом (АГЭУ).

### Чемпионат Азербайджана
В дебютном, 2006 году клуб принял участие в 1-й лиге чемпионата Азербайджана среди женщин, где сразу же завоевал чемпионский титул и получил право на участие в высшей лиге. В дальнейшем, участвуя в высшем дивизионе, клуб трижды становился бронзовым призерем и один раз выигрывал серебряные медали республиканского первенства.

### Еврокубки
В сезоне 2010-2011 годов «экономистки» дебютировали в Еврокубках, представив Азербайджан на «CEV Challenge Cup». Дебют оказался удачным и принес команде бронзовые медали. А в сезоне 2011-2012 годов клуб «Игтисадчы» вышел в ¼ финала «CEV Cup», уступив в упорной борьбе соперницам из Италии - клубу «Ямамай». Сезон 2013-2014 годов стал дебютным для команды в Лиге Чемпионов. Выйдя из группы и дойдя до стадии плей-офф, клуб проиграл турецкому «Вакифбанку».

## Юношеский состав
Наряду с основным составом клуба «Игтисадчи», был сформирован и юношеский состав, который успешно участвовал в 1-й лиге чемпионата Азербайджана. Команда дважды завоевывала серебряные медали. Три игрока юниорок были приглашены в состав молодёжной сборной Азербайджана, а одна из них - Николина Бошнакова заняло третье место, как самая лучшая нападающая, среди 275 нападающих на чемпионате Европы.

## Достижения

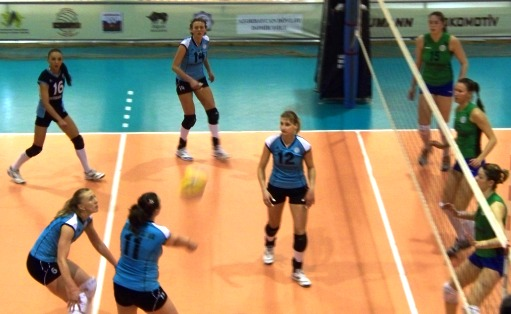
Чемпионат Азербайджана по волейболу среди женских команд. «Рабита» - «Игтисадчи». Баку, 26.04.2009

### Чемпионат Азербайджана
| - 2009/10 — Суперлига, 3-е место - 2010/11 — Суперлига, 3-е место | - 2011/12 — Суперлига, 2-е место - 2012/13 — Суперлига, 3-е место |

### Международные турниры
- Полуфиналист Кубка Вызова ЕКВ 2010/2011 годов.
- Участница стадии Плей-офф Лиги чемпионов ЕКВ 2013/2014.

## Волейболистки клуба в сборной Азербайджана
- Елена Пархоменко
- Катерина Жидкова

## Арена
Домашние матчи проводит в олимпийском спортивном центре «Сархадчи». Построен в 2009 году. Вместимость 3250 зрителей. Адрес в Баку: Хатаинский район.

ОСЦ «Серхедчи»

## Тренерский состав по сезонам
Тренерский состав по сезонам. Во втором столбце вначале указан первый помощник, далее - второй.
| Года         | Главный тренер             | Помощники                                      |
| ------------ | -------------------------- | ---------------------------------------------- |
| 2008 - 2010  | Володимир Подкопаев        |                                                |
| 2010 - 2011  | Эркан Каяджан              | Халил Рашад Языджыогуллары, Жан Жозе Де Брандт |
| 2011 - 2012  | Микеле Патойя              | Фарид Джалилов, Эмануэль Сбано                 |
| 2012         | Бюлент Карслыоглу          | Михаэль Готтвальд, Фарид Джалилов              |
| 2012 - 2013  | Киаттипонг Радчатагриенкай | Михаэль Готтвальд, Фарид Джалилов              |
| 2013 - н. в. | Бюлент Карслыоглу          | Фарид Джалилов, Михаэль Готтвальд              |